# アルファ・グループ
アルファ・グループ・コンソーシアム（アリファ・グループ、Альфа-Групп、Alfa Group）は、ロシアのオリガルヒ。ロシア最大の金融産業コングロマリットのひとつ。中心企業であるアルファ銀行に代表される商業及び投資銀行業の他、石油及びガス、消費財取引、保険業、小売業と電気通信分野などグループ企業は広範である。

## 概要
オリガルヒでグループの総帥ミハイル・フリードマンとゲルマン・ハン、アレクセイ・クズミチョフの三人が海外の持株会社を通じてグループを支配している。また、ロシア連邦対外経済関係相などを務めた後、実業界に転身したピョートル・アーヴェン（ピョートル・アベン）も大株主となっている。
1988年にフリードマンが設立したトレーディング・カンパニー、アルファ・エコAlfa-Ecoが最初で業務を拡大していった。本社はモスクワにある。

## グループ企業
金融部門

ロシア最大の民間銀行 アルファ銀行を中心に、保険・資産運用・投資銀行業など総合的な金融サービスを提供している。海外ではウクライナ、ベラルーシ、カザフスタン、オランダに進出している。
資源部門

ロシア資本とイギリスの石油メジャーBPの合弁会社TNK-BPの大株主であったが、2012年に持株全てをロシア国営石油ロスネフチに140億ドルで売却した。その後、この売却で得た資金を元にロンドンに資源投資会社L1エナジーを設立し世界中の石油関連プロジェクトに投資すると発表した。
通信部門

ヴィンペルコム（現名：VEON、籍はオランダ）が18カ国で携帯通信サービスを提供し、2億1400万人の加入者を抱えている（2012年末時点）。当初は、ロシアを中心にウクライナなどCIS地域で活動していた。2011年にエジプトの オラスコム・テレコムやイタリアのウインドを傘下にもつウェザー・インベストメンツを買収することで、欧州・アフリカ・アジアへの進出を果たし、国際的な通信会社となった。ロシアでは固定通信サービスも提供している。

ヴィンペルコムの親会社で通信部門の持株会社であるアルティモはトルコ通信最大手のトルクセルに出資している。またヴィンペルコムの競合企業であるメガフォンの株式25.1%を保有していたが、2012年にアリシェル・ウスマノフ率いる投資会社に52億ドルで売却した。
小売部門

X5リテール・グループ（籍はオランダ）が、ロシアでハイパーマーケット・スーパーマーケット・コンビニなど12121店舗を運営している（2017年末時点）。2017年の売上高は220億ドルで、ロシア最大の小売企業である。
その他部門

投資会社A1や水道事業のRosvodokanal Groupを傘下に治めている。